# Strengberg
Strengberg  är en ort och kommun  i Österrike. Den ligger i distriktet Amstetten i förbundslandet Niederösterreich, 130 km väster om huvudstaden Wien. 
Kommunen består av sex orter (Ortschaften) (inom parentes invånarantal 1 januari 2024):

- Au (2)
- Limbach (545)
- Ottendorf (183)
- Ramsau (506)
- Strengberg (579)
- Thürnbuch (353)